# Maratus bitaeniatus
Lycidas bitaeniatus là một loài nhện trong họ Salticidae.
Loài này thuộc chi Lycidas. Lycidas bitaeniatus được Eugen von Keyserling miêu tả năm 1882.